# Elegia grandis
Elegia grandis är en gräsväxtart som först beskrevs av Spreng. och Christian Gottfried Daniel Nees von Esenbeck, och fick sitt nu gällande namn av Carl Sigismund Kunth. Elegia grandis ingår i släktet Elegia och familjen Restionaceae. Inga underarter finns listade i Catalogue of Life.